# Луисвилл (тауншип, округ Ред-Лейк, Миннесота)
Луисвилл (англ. Louisville) — тауншип в округе Ред-Лейк, Миннесота, США. На 2000 год его население составило 192 человека.

## География
По данным Бюро переписи населения США площадь тауншипа составляет 93,4 км², из которых 93,4 км² занимает суша, а 0,1 км² — вода (0,06 %).

## Демография
По данным переписи населения 2000 года здесь находились 192 человека, 75 домохозяйств и 51 семья.  Плотность населения —  2,1 чел./км².  На территории тауншипа расположено 79 построек со средней плотностью 0,8 построек на один квадратный километр. Расовый состав населения: 100 % белых. Испанцы или латиноамериканцы любой расы составляли 0,52 % от популяции тауншипа.
Из 75 домохозяйств в 33,3 % воспитывались дети до 18 лет, в 65,3 % проживали супружеские пары, в 4 % проживали незамужние женщины и в 30,7 % домохозяйств проживали несемейные люди. 28 % домохозяйств состояли из одного человека, при том 9,3 % из — одиноких пожилых людей старше 65 лет. Средний размер домохозяйства — 2,56, а семьи — 3,21 человека.
29,7 % населения младше 18 лет, 4,7 % в возрасте от 18 до 24 лет, 28,6 % от 25 до 44, 24 % от 45 до 64 и 13 % старше 65 лет. Средний возраст — 39 лет. На каждые 100 женщин приходилось 113,3 мужчин.  На каждые 100 женщин старше 18 приходилось 101,5 мужчин.
Средний годовой доход домохозяйства составлял 41 071 доллар, а средний годовой доход семьи —  42 188 долларов. Средний доход мужчин —  31 750  долларов, в то время как у женщин — 18 750. Доход на душу населения составил 16 805 долларов. За чертой бедности не находилась ни одна семья и 2 % всего населения тауншипа.